# Royaume-Uni au Concours Eurovision de la chanson 2017
Le Royaume-Uni est l'un des quarante-deux pays participants du Concours Eurovision de la chanson 2017, qui se déroule à Kiev en Ukraine. Le pays est représenté par Lucie Jones et sa chanson Never Give Up On You, choisies via l'émission Eurovision: You Decide. Lors de la finale de l'Eurovision, le pays termine 15e avec 111 points.

## Sélection
Le diffuseur britannique BBC confirme sa participation le 31 août 2016.
Le format Eurovision: You Decide, utilisé en 2016 est reconduit en 2017. Similairement à l'année précédente, six participants concourent pour représenter le Royaume-Uni à Kiev. Le gagnant est sélectionné par une combinaison de votes d'un jury de huit professionnel et du public britannique.
| # | Artiste            | Chanson                 |
| - | ------------------ | ----------------------- |
| 1 | Holly Brewer       | I Wish I Loved You More |
| 2 | Danyl Johnson      | Light Up the World      |
| 3 | Lucie Jones        | Never Give Up On You    |
| 4 | Olivia Garcia      | Freedom Hearts          |
| 5 | Nate Simpson       | What Are We Made Of     |
| 6 | Salena Mastroianni | I Don't Wanna Fight     |

La sélection est remportée par Lucie Jones et sa chanson Never Give Up On You, qui représenteront donc le Royaume-Uni à Kiev, le 13 mai.

## À l'Eurovision
En tant que membre du Big 5, le Royaume-Uni est automatiquement qualifié pour la finale où il arrive 15e avec 111 points.